# 申景秀
申景秀（韓語：신경수），韓國電視劇導演。

## 作品

### 電視劇
- 2008年：SBS《不汗黨》
- 2008年：SBS《妻子的誘惑》
- 2009年：SBS《聖誕節會下雪嗎》
- 2010年：SBS《微笑，媽媽》
- 2010年：SBS《我是傳說》
- 2011年：SBS《根深蒂固的樹》
- 2012年：SBS《因為是你才喜歡》
- 2014年：SBS《Three Days》
- 2015年：SBS《六龍飛天》
- 2017年：SBS《疑問的一勝》
- 2019年：SBS《綠豆花》
- 2021年：SBS《朝鮮驅魔師》
- 2022年：SBS《災後調查日誌》
- 2023年：SBS《災後調查日誌2》

## 外部連結
- NAVER搜索 （页面存档备份，存于）